# نمودار اثرگذاری
نمودار اثرگذاری (به انگلیسی: Influence diagram) (که همچنین نمودار ارتباطی، و نمودار تصمیم‌گیری یا شبکه تصمیم‌گیری نامیده می‌شود) یک ابزار گرافیکی برای نشان دادن تعامل عناصر مختلف و اثرگذار در یک تصمیم‌گیری است. این نمودار عمومی سازی شده یک شبکه بیزی است، که در آن نه تنها مشکلات استنتاج احتمالی بلکه مشکلات تصمیم‌گیری نیز می‌توانند مدل‌سازی و حل شوند.

## پیش زمینه
نمودار نفوذ، برای اولین بار در اواسط دهه ۱۹۷۰ توسط تحلیلگران تصمیم‌گیری با معنایی بصری ساخته شد، که درک جزئیات یک فرایند و پروسه آسانتر و قابل فهمتر شود. اکنون به‌طور گسترده درحال استفاده است و به عنوان جایگزینی برای درخت تصمیم‌گیری (که معمولاً از رشد نمایی تعداد شاخه‌ها با اضافه شدن هر متغیر روبرو هستیم و دچار نظمی در نمودار می‌شود) تبدیل شده‌است. نمودار نفوذ به‌طور مستقیم در تجزیه و تحلیل تصمیمات گروه اعمال می‌شود، زیرا این امکان را فراهم می‌کند تا اطلاعات ناقص را در میان اعضای تیم به صورت صریح مدل‌سازی و حل کنند.

## مفاهیم
در این نمودار یکسری از اشکال به صورت قراردادی برای مفهوم خاصی بکار گرفته می‌شود، که در حالت کلی، دو بخش اصلی شامل گره، فلش و قوس می‌شود.
در این نوع نمودارها چهار نوع گره وجود دارد که معمولاً تصمیمات را با مستطیل؛ رویدادهای احتمالی یا عدم قطعیت (شانس) را با بیضی و دایره؛ و ورودی‌ها و خروجیهای محاسبه شده یا ثابت و قطعی را با مستطیل‌های گرد و نتایج و مقادیر را نیز با مثلث یا لوزی نمایش می‌دهند. (شکل ۱٫۱)

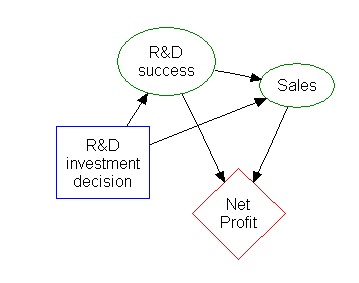
شکل ۱٫۱- نمونه ای از انواع گره‌های موجود در نمودار اثرگذاری

قوس‌ها و فلشها نیز به سه دسته مختلف تقسیم می‌شوند:
قوسهای عملکردی، قوسهای شرطی، و قوس‌های اطلاعاتی که هر کدام برای مشخص کردن موضوع خاصی بکار می‌روند. قوس‌ها رابطه بین گره‌ها را برقرار می‌کنند. به طورکلی، همان‌طور که در شکل ۲٫۱ نشان داده شده‌است، آنها اهمیت یا دنباله را با معنای مشخص شده در زمینه فلش نشان می‌دهند. ارتباط به این معنی است که گره‌های قبلی بر ارزش یا ارزیابی گره‌های بعدی تأثیر می‌گذارند. اتصالات مرتبط بدان معنی است که بین گره‌ها تأثیر فعال است. جهت فلش نشانگر متغیرهای وابسته و مستقل غالب است. گره قبلی متغیر مستقل است. جانشین، متغیر وابسته. اغلب تعامل بین گره‌های مربوطه حداقل تا حدودی متقابل است یا باید همزمان در نظر گرفته شود. در چنین مواردی، باید تلاش کرد تا نفوذ را به عنوان روشی برای یافتن متغیر مشترک مؤثر بر گره‌ها، تجزیه کند. قوس‌های مربوطه می‌توانند از عدم قطعیت‌ها، تصمیم‌گیری‌ها یا محاسبات منشأ گرفته و منجر به عدم قطعیت‌ها، تصمیم‌گیری‌ها و ارزش‌ها شوند.
فلش ورودی به گره‌های تصمیم‌گیری ترتیب توالی را نشان می‌دهند. قبل از نهایی شدن همه چیز و قبل از تصمیم، باید حل شود. تصمیم‌گیری بر اساس یک دوره عملی انتخاب شده از طریق گره‌های قبلی انجام می‌شود که گره‌های قبلی می‌توانند عدم قطعیت، محاسبات یا تصمیمات مراحل قبلی باشند.
باید توجه داشت که وقتی همه چیز را قبل از حل گره تصمیم می‌گوییم، منظور ما این نیست که نتیجه نهایی به صورت تجربی یا قطعی حاصل شده‌است. برای گره‌های تصمیم‌گیری قبلی، منظور ما این است که انتخابی صورت گرفته‌است که با توجه به دامنه گزینه‌های تصمیم‌گیری بعدی، بیشترین احتمال دستیابی به اهداف مورد نظر را دارد. برای گره‌های عدم اطمینان و محاسبه، که هر دو بیش از حد احتمالاً محتمل هستند، منظور ما این است که به درک قابل قبولی از هر یک از این ورودی‌ها رسیده‌ایم. برای اکثر ورودی‌های تصمیم‌گیری، اطمینان در توزیع مقادیر احتمالی متغیرها امکان‌پذیر نیست، یا حداقل عملی نیست. با این وجود، می‌توان دامنه عدم اطمینان را از طریق تصمیمات قبلی جمع‌آوری اطلاعات کاهش داد و حضور و توالی چنین تصمیماتی در نمودار نفوذ ضبط می‌شود.
و در آخر لازم است ذکر شود که از نمودار نفوذ برای نشان دادن عوامل مختلف در یک فرایند عملکردی، پروژه و … می‌باشد که ترتیب زمانی وقایع و روابط بین متغیرها و ارزش‌های موجود در آن فرایند را به‌طور تصویری به تصویر می‌کشد.